# كاشم رومي
الكَاشَم الرُّومِيّ أو الكاشم الدوائي أو الكَاشِن أو الأَنْجُدَان الرُّومِيّ أو الأَنْجُذَان الرُّومِيّ أو كاش رومي (الاسم العلمي:Levisticum officinale، بالإنجليزية: Lovage) نوع نباتي يتبع جنس الكاشم من الفصيلة الخيمية. تستعمل أوراقه وبذوره كتابل.